# Pardosa straeleni
Pardosa straeleni là một loài nhện trong họ Lycosidae.
Loài này thuộc chi Pardosa. Pardosa straeleni được Carl Friedrich Roewer miêu tả năm 1959.